# You Get Me
You Get Me è un singolo interpretato dalla cantante italiana Mina e dal cantante britannico Seal pubblicato nel 2010.

## Tracce
1. You Get Me – 4:52 (Pam Sheyne, Teitur Lassen))

## Formazione
- Mina - voce
- Seal - voce
- Franco Serafini - arrangiamento, programmazione e tastiere
- Celeste Frigo - tecnico di registrazione e missaggio

## Altre versioni
- Mina canta il brano anche in una versione di lei solamente.